# Perths sexdagars
Perths sexdagars var ett australiskt sexdagarslopp i bancykling som avhölls vid fem tillfällen i Perth.

## Podieplaceringar
| År                   | Vinnare                       | Tvåa                               | Trea                           |
| 1960/1961 apr.       | Peter Panton Klaus Stiefler   | John Green John Young              | Bill Lawrie Barry Waddell      |
| 1961/1962 feb./mar.  | Ronald Murray Enzo Sacchi     | Warwick Dalton Jens Sørensen       | Ronald Grenda Sidney Patterson |
| 1962/1963 jan.       | Ian Campbell Barry Waddell    | Giuseppe Ogna Laurie Tognolini     | Stan Baker John Young          |
| 1963/1964 jan.       | Sidney Patterson John Young   | Leandro Faggin Ferdinando Terruzzi | Ron Baensch Jens Sørensen      |
| 1964/1965- 1988/1989 | ej avhållet                   |                                    |                                |
| 1989/1990 nov.       | Kim Eriksen Michael Marcussen | Nick Barnes Glenn Clarke           | Brett Dutton Clayton Stevenson |